# Археологически музей на Аполония
Археологически музей на Аполония (на албански: Muzeu arkeologjik i Apolonisë) е археологически музей, разположен на около 8 км западно от град Фиер, Албания. Създаден е през 1958 г. Музеят съдържа артефакти, открити в близост до археологическия обект Аполония и до манастира Арденица.

## История
Първите опити за провеждане на разкопки в Аполония са направени по време на Първата световна война от австрийски археолози, които са открили и изследвали главно стените, ограждащи града. Систематичните разкопки започват през 1924 г. от френска археологическа мисия, ръководена от Леон Рей, който изважда на бял свят комплекс от паметници в центъра на града. В края на 20-те и 30-те години на XX век Рей настоява за археологически музей, в който да се съхраняват артефактите, открити от екипа му, но липсата на финанси удължава срока. На 8 октомври 1936 г. колекцията от археологически находки в Аполония са изложени в правителствената сграда във Вльора, която претърпява бомбардировки и грабежи по време на Втората световна война. След войната по-нататъшни археологически находки виждат друга кампания за обществен музей, но в района на Аполония. Археолозите С. Анамали и Х. Чека успешно събират средствата, необходими за отваряне на музей и накрая той е отворен през 1958 г. в село Пожан, в рамките на древното място. По време на комунистическия период постига значителен успех. В музея се излагат много разкопки, направени от албански археолози през 40-годишния период. През 1991 г. обаче е разграбен и затворен.
На 7 декември 2011 г. Археологическият музей на Национален парк Аполония отваря врати след 20 години прекъсване. 688 важни предмета и големият брой древни монети го правят сред най-богатите музеи в страната. Проектът за възстановяване на археологическия музей стартира 3 години преди това, с фонд от 140 хиляди долара, финансиран от ЮНЕСКО. Музеят с 1 хиляда квадратни метра площ е затворен в началото на 1990-те години поради амортизация на сградата. Археологически предмети от това време се съхраняват в Института за паметници в столицата. Верандата е пострадала след изплъзване на пукнатина и тази част все още продължава да бъде повредена.

## Колекция
Музеят се помещава в сграда от XIV век, която преди е била манастир на света Мария. Достъпът е през двойна дървена врата и параден вход от западната страна. Музеят разполага със 7 павилиона, галерия и 2 портика. Основната част от колекцията се помещава в 6 стаи на партера на север и запад от комплекса. Впечатляваща колекция от статуи е разположена в портик от източната страна и в сградата са останали множество исторически важни стенописи от Средновековието, като те се намират главно в трапезарията. По стените могат да бъдат намерени фрагменти от надписи и други сполии, а в музея има и колекция от средновековни мозайки.